# Talking Book (album de Macy Gray)
Pour les articles homonymes, voir Talking Book (homonymie).
Albums de Macy Gray
Covered (en)
(2012) The Way (en)
(2014)
Talking Book est un album hommage de Macy Gray à Stevie Wonder sorti en 2012 chez 429 Records (en). 
Macy Gray y reprend l'intégralité des chansons de l'album original de Stevie Wonder, quasiment quarante ans jour pour jour après sa sortie. 

## Listes des pistes
| 1.    | You Are the Sunshine of My Life                    | Wonder                 | 3:11 |
| 2.    | Maybe Your Baby                                    | Wonder                 | 4:22 |
| 3.    | You and I (We Can Conquer the World)               | Wonder                 | 3:10 |
| 4.    | Tuesday Heartbreak                                 | Wonder                 | 3:34 |
| 5.    | You've Got It Bad Girl                             | Wonder, Yvonne Wright  | 4:29 |
| 6.    | Superstition                                       | Wonder                 | 4:30 |
| 7.    | Big Brother                                        | Wonder                 | 3:41 |
| 8.    | Blame It on the Sun                                | Wonder, Syreeta Wright | 3:47 |
| 9.    | Lookin' for Another Pure Love                      | Wonder, Syreeta Wright | 3:51 |
| 10.   | I Believe (When I Fall in Love It Will Be Forever) | Wonder                 | 4:35 |
| 39:10 |                                                    |                        |      |

### Personnel
- Voix : Macy Gray
- Trompette : Dan Brintigan
- Guitare : Martin Estrada
- Percussions : Marina Bambino
- Batterie : Ronald Kelly
- Guitare basse : Mike Torres
- Claviers : Zoux
- Chœurs : Demetria Barnes, Amishia King, Cedric King, Honey Larochelle, Traci Nelson, Shemika Seacrest

## Sortie
L'album sort le 30 octobre 2012 en disque compact chez 429 Records (en) (référence FTN17887) à l'occasion du quarantième anniversaire de la diffusion de l'album original (le 28 octobre 1972).
Macy Gray choisit d'y apposer un autocollant "Love Letter to Stevie" (Lettre d'amour à Stevie). Elle déclare : "C'est mon cadeau personnel à Stevie Wonder, pour ce qu'il m'a appris et pour ses chansons qui changent ma vie à chaque écoute. Ce n'est pas un album-hommage ; c'est une lettre d'amour et un énorme merci".

### Classement
| Classement (2012)                             | Position |
| --------------------------------------------- | -------- |
| États-Unis (Billboard Top R&B/Hip-Hop Albums) | 65       |